# Забайкальські хвойні ліси
Забайкальські хвойні ліси — екорегіон, розміром 1000 км Х 1000 км гірської південної тайги, що тягнеться на схід і південь від берегів озера Байкал у Південному Сибіру і включає частину північної Монголії. Історично ця територія називалася «Даурія», або «Забайкалля». Регіон входить до Палеарктики і є головним чином є тайгою з субарктичним, вологим кліматом. Має площу 200,465 км².

## Розташування та опис
Екорегіон розташований на Яблоневому хребті, висоти якого досягають 1600 м, і прямує у напрямку SW — NE, паралельно берегу озера Байкал. Західний край області — східний берег Байкалу та Баргузинський хребет. Місто Чита знаходиться на північному сході від регіону, а місто Улан-Батор, Монголія, знаходиться поза межами південної частини регіону. З півдня обмежено горами Хентей, на сході — Даурським степом, на півночі — сточищем Вітіму.

## Клімат
Клімат екорегіону — субарктичний з сухою зимою (Dwc). Цей клімат характеризується довгою, дуже холодною зимою і прохолодним літом, з невеликими опадами взимку. Влітку Азійський антициклон приносить гаряче повітря з пустель Китаю та Монголії, підвищуючи температуру в Забайкаллі. На північ від Забайкалля клімат більш вологий континентальний з прохолоднішим літом. На південь від Забайкалля, в Монголії, клімат холодний семіаридний (Koppen BSk), з меншою кількістю опадів, ніж у Забайкаллі. Опади в Забайкаллі коливаються від 400—500 мм/рік у високогір'ях до 200 мм/рік у низовинах та південніших районах.

## Флора
Забайкальські хвойні ліси обмежені лінією 1400 метрів над рівнем моря. Характерними деревами західних схилів Яблоновського хребта є Larix gemilii, Pinus sibirica. На східних схилах модрина змішується з сосною шотландською (Pinus sylvestris). Дерева драпіровані мохом та лишайниками.
Флора Забайкалля має висотне районування. На найнижчих рівнях у річкових долинах і низовинах (0-600 метрів) переважають степи з видами: Stipa capillata, Koeleria gracilis, Tanacetum sibiricum. Вище (600—1100 метрів) переважає лісостеп, а від 1100—1800 метрів — ліси, де панівними є види Larix gemilii та Pinus sylvestris. Вище 1800 метрів розташовується лісотундра де панівними видами є Pinus pumila, Betula exilis та Juniperus pseudosibirica. На відміну від Саян та Алтаю на заході, клімат Забайкалля надто екстремальний для утворення та підтримки альпійських луків, біом переходить відразу з лісу у високогірну тундру.

## Заповідники
- Росія
  - Байкальський заповідник

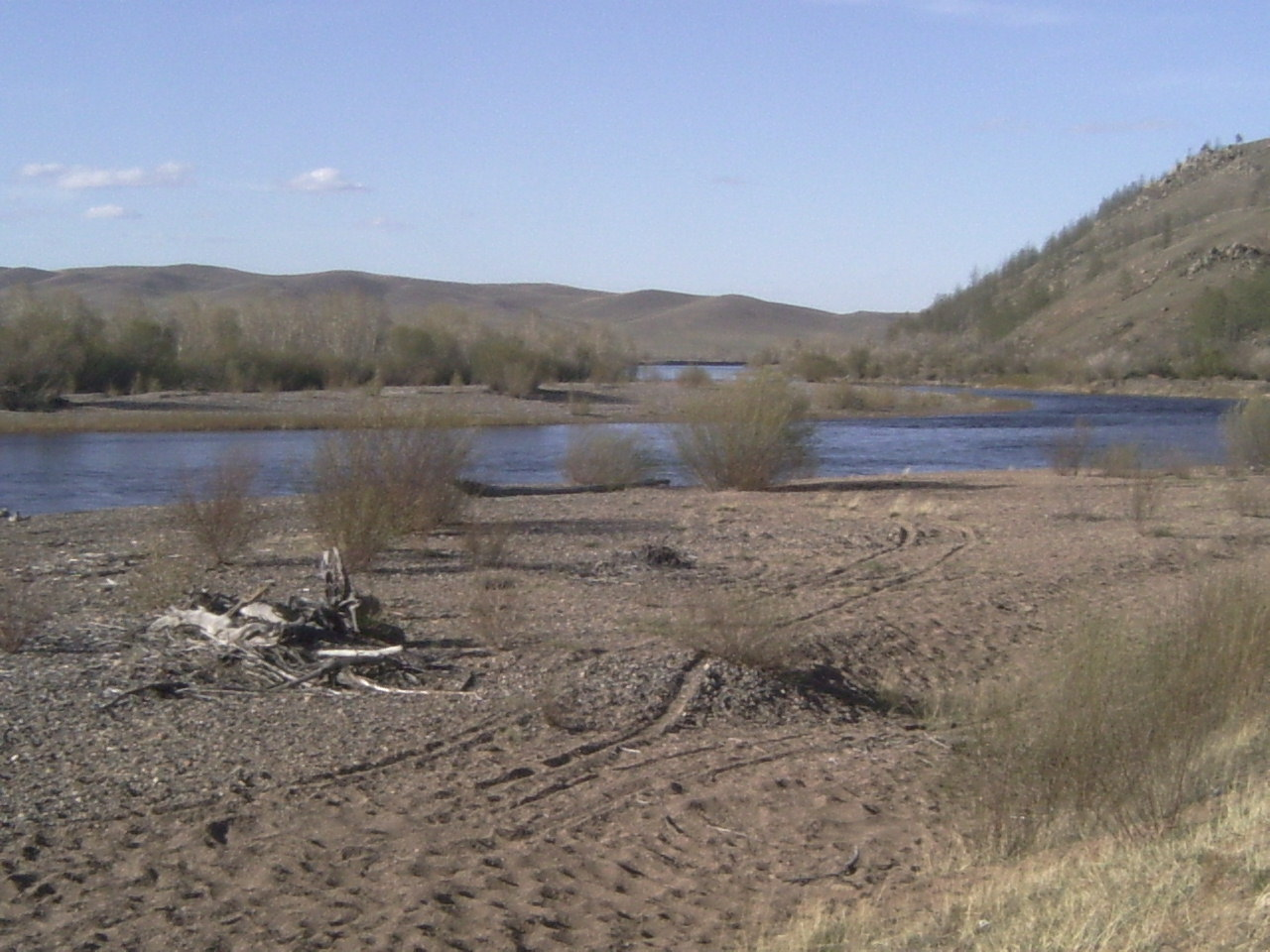
Береги Онону

  - Баргузинський біосферний заповідник
  - Сохондинський заповідник[en]
- Монголія
  - Хан-Хентейський заповідник[en]
  - Онон-Балж